# Vonfluholmen
Ne doit pas être confondu avec Vonflua.
Vonfluholmen est une île dans le landskap Sunnhordland du comté de Vestland. Elle appartient administrativement à Øygarden.

## Géographie
Rocheuse et couverte d'arbres, elle s'étend sur environ 175 m de longueur pour une largeur approximative de 75 m.